# Aeroportul Municipal Rawlins
Aeroportul Municipal Rawlins (IATA: RWL, ICAO: KRWL, FAA LID: RWL) este un aeroport din Wyoming, Statele Unite ale Americii ce deservește zona Rawlins⁠(d). A fost numit după zona deservită.
Situat la o altitudine de 2.077 m, aeroportul dispune de 2 piste.

## Infrastructură

### Piste
Aeroportul dispune de 2 piste. Pista 4/22 are suprafața de asfalt și dimensiunile 7.008 picioare × 100 picioare. Pista 10/28 are suprafața de asfalt și dimensiunile 4.322 picioare × 60 picioare. 